# Geometría diferencial discreta
La geometría diferencial discreta es el estudio de las contrapartes discretas de nociones en geometría diferencial. En vez de curvas y superficies suaves hay polígonos, mallas y complejos simpliciales. Se usa en el estudio de los gráficos de computadora y de la topología combinatoria.